# Vortex (Star Trek: Deep Space Nine)
"Vortex" és el dotzè episodi de la sèrie de televisió de ciència-ficció estatunidenca Star Trek: Deep Space Nine, emès durant la primera temporada. Originalment es va emetre en redifusió a partir del 19 d’abril de 1993. L'episodi va ser dirigit per Winrich Kolbe.
Ambientada al segle XXIV, la sèrie segueix les aventures a Espai Profund 9, una estació espacial situada prop d'un forat de cuc estable entre els Quadrants Alfa i Gamma de la Via Làctia, prop del planeta Bajor, mentre els bajorans es recuperen d'una brutal ocupació de dècades pels imperialistes cardassians. Aquest episodi se centra en el cap de seguretat d’Espai Profund 9, Odo, un canviador de forma d'origen desconegut. En aquest episodi, un criminal del Quadrant Gamma afirma que s'ha trobat amb altres "canviants" com Odo.

## Argument
Durant una transacció comercial entre el sense escrúpols operador de bar Quark i un parell de bessons Miradorn, un visitant del Quadrant Gamma, Croden, intenta robar un objecte valuós. Odo intercedeix, però no abans que un dels bessons sigui assassinat. Odo deté Croden, mentre que el bessó restant, Ah-kel, jura venjança.
Croden fa diversos comentaris a Odo sobre "canviants". Això desperta l'interès d'Odo, ja que mai no s'ha trobat amb cap altre canviant. Croden afirma que una vegada hi va haver canvianta de forma al seu món natal, que van ser perseguits i expulsats del planeta. Croden afirma saber d'un lloc on encara existeixen, i intenta temptar Odo oferint-se a portar-lo a aquesta colònia. Odo dubta de les històries de Croden fins que Croden li mostra un collaret que conté una pedra que canvia de forma. El Dr. Bashir l'examina i li diu a Odo que, donada la seva composició, podria estar emparentat llunyanament amb Odo.
El món natal de Croden exigeix el seu retorn, i el comandant Sisko envia Odo a tornar-lo. Ah-Kel intimida Quark perquè reveli que Odo s'ha endut Croden al Quadrant Gamma, i els persegueix per venjar-se de Croden.
A la nau runabout, Croden li diu a Odo que era un presoner polític al seu planeta natal, i que la major part de la seva família va ser assassinada pel govern. Quan Ah-Kel apareix perseguint-lo, Odo es veu obligat a alliberar Croden per ajudar a evadir la nau d'Ah-Kel. Croden navega pel Vòrtex Chamra, un camp d'asteroides ple de bosses inestables anomenades "toh-maire", i aterra en un asteroide que afirma que conté la colònia canviant. A primera vista, l'afany de Croden reaviva els dubtes d'Odo. Odo exigeix la veritat de les històries de Croden. Croden revela que mai ha conegut un canviant; la pedra canviant de forma que li va ensenyar a Odo va ser comprada en un mercat. Croden utilitza la pedra per obrir una cambra que havia deixat a la superfície de l'asteroide, que conté la seva filla, a qui havia posat en estasi.
Ah-Kel dispara contra l'asteroide, cosa que fa que els tres tornin al seu runabout. Una roca que cau incapacita Odo i Croden el porta de tornada al runabout. Al Vòrtex, Odo enganya Ah-Kel perquè dispari contra una bossa de "toh-maire", destruint la nau que el persegueix.
Finalment, Croden decideix respondre pel seu crim al seu món natal i demana a Odo que cuidi de la seva filla; però Odo, en deute amb Croden, troba una nau vulcaniana que accepta portar Croden i la seva filla de tornada a Vulcà. Croden dóna a Odo el seu collaret que conté la pedra cambiant com a mostra d'agraïment.

## Artistes invitats
- Max Grodénchik com a Rom
- Cliff DeYoung com a Croden
- Randy Oglesby com a Ah-Kel / Ro-Kel
- Gordon Clapp com a Hadran
- Kathleen Garrett com a capità vulcanià
- Leslie Engelberg com a Yareth

## Producció
Peter Allan Fields tenia la idea bàsica per a un episodi que s'havia d'inspirar en el Western Colorado Jim. Per tant, va contractar Sam Rolfe, un dels dos guionistes de Colorado Jim, per escriure l'episodi.
La nau espacial Miradorn d'aquest episodi va ser dissenyada per Richard Delgado. El model es va utilitzar per filmar plans d'efectes visuals i es va vendre a una subhasta el 2006 per uns 4500 dòlars.
Rene Auberjonois es va esforçar per somriure en aquest episodi a través del seu vestit de màscara de goma.

## Recepció
Keith DeCandido el va qualificar a "tor.com" el 2013 com un episodi normal de "Star Trek: Deep Space Nine". Li ofereix alguns enfocaments interessants, especialment pel que fa als orígens d'Odo. També va trobar convincent l'actuació de Cliff DeYoung. En general, DeCandido no va trobar la història prou emocionant com per passar per alt les nombroses inconsistències. Per exemple, va criticar el fet que era massa fàcil que Ah-Kel sortís de l'estació sense autorització. També va trobar que les habilitats de canvi de forma d'Odo es representaven d'una manera increïble, perquè quan es transforma en un got, aparentment canvia no sols la seva forma sinó també la seva massa. Quan una roca el colpeja al cap, queda inconscient, tot i que, com a canviador de formes, no té un cervell comparable al d'un humà.
El 2015, Geek.com va recomanar aquest episodi com a "imprescindible" per a la seva guia abreujada de marató de sèries de Star Trek: Deep Space Nine.
Zach Handlen de The A.V. Club va qualificar l'episodi de "mediocre" però amb alguns "bons moments que l’eleven". Un punt d'interès és que l'episodi "insinua" una història més profunda del personatge Odo.